# اخلاق زیستی
اخلاق زیستی یا بیو اتیک (به فرانسوی: Bioethique) مطالعات فلسفی در ارتباط با مسایل بحث‌برانگیز اخلاقی است که از پیشرفت بشری در علومی چون زیست‌شناسی و پزشکی به وجود آمده‌اند. متخصصان اخلاق زیستی به دنبال یافتن پاسخ‌هایی برای سؤالات اخلاقی هستند که از ارتباط بین علم زیست‌شناسی، تکنولوژی زیستی (بیوتکنولوژی)، پزشکی، علوم سیاسی، حقوق، فلسفه و دین‌شناسی ایجاد شده‌اند.
فلسفه حقوق پزشکی (Medical Jurisprudence) از جمله موضوعاتی است که در کنار اخلاق زیستی مورد بررسی قرار می‌گیرد.

## تاریخچه
با وجود اینکه سابقه بحث‌های اخلاقی در فن پزشکی به زمان‌های بسیار قدیم بازمی‌گردد، اما آنچه که باعث شد این موضوع در دهه‌های اخیر توجه همگان را به خود جلب کند به افشا شدن اقدامات نژادپرستانه نظام نازی در زمان جنگ جهانی دوم بازمی‌گردد. سابقه تبدیل این موضوع به عنوان یه رشته دانشگاهی به دهه ۱۹۶۰ بازمی‌گردد که پیشرفت‌های تکنولوژِی در زمینه پیوند اعضا و مراقبت‌های پیش از مرگ و همچنین پیشرفت در زمینه امکانات پزشکی چون دیالیز کلیه و دستگاه‌های تنفسی توجه بیش از پیش به این زمینه را برانگیخت. این سوالات معمولاً در گذشته توسط پزشکان و فیلسوفان یا عالمان دینی به صورت جداگانه مورد بررسی قرار می‌گرفت ولی از این زمان به بعد متخصصان اخلاق زیستی وارد عرصه شدند و به پاسخگویی به سوالات اخلاقی و حقوقی ایجاد شده از این پیشرفت‌های جدید پرداختند.

## موضوع
- اخلاق پزشکی و حرفه پزشکی
- بهداشت عمومی و رابطه بین دولت و بیماران
- حق بر سلامت و تکالیف دولت‌ها و سازمان‌های بین‌المللی
- بررسی نحوه مدیریت بارداری و رابطه والدینی
- کنترل بارداری و سیاست‌گذاری در این زمینه توسط دولت‌ها
- اطلاعات ژنتیکی
- حق بر محرمانه بودن اطلاعات پزشکی بیماران
- مسئولیت مدنی پزشکان
- رضایت قبلی بیماران
- منابع پزشکی و تردید بر سر تخصیص منابع
- درمان افراد سالخورده و کودکان با معلولیت‌های شدید
- تشخیص مرگ
- اهدای اعضا در زمان حیات و پس از مرگ
- بدن به مثابه دارایی
- امانتداری پزشکی
- مرگ آسان یا اوتانازی
- اخلاق تحقیقات پزشکی
- سقط جنین رحم جایگزین، شبیه‌سازی
- حقوق بیماران روانی
- پیوند اعضا و پیوند اعضای جانوران به انسان (Xenotransplantation)

## اصول
اخلاق زیستی نوعی جهت‌گیری مبتنی بر اصول در سی سال اخیر داشته‌است که تعدادی از اصول همواره در تصمیم‌گیری راجع به امور مربوط به اخلاق زیستی مورد توجه قرار گرفته‌اند:
- خود آیینی

اصلی که مبتنی بر آن اعمال و انتخابات فردی افراد نباید توسط دیگران محدود گردد.
- ضرر نرساندن به دیگران

همه وظیفه دارند که از رسیدن ضرر و زیان و آسیب به دیگران جلوگیری کنند.
- منفعت خواهی

هر کسی وظیفه دارد که به دیگران کمک کند تا آنچه که بهترین است برای او رخ دهد.
- محرمانگی

زمانی که اطلاعات شخصی کسی به دیگری فاش گردید این امر مبتنی بر این است که فرد دریافت‌کننده اطلاعات نباید آن را به دیگران فاش سازد.
- عدالت توزیعی

منافع و سختی‌ها در جامعه باید به‌طور منصفانه توزیع گردد چرا که منابع در جامعه محدود است و باید عادلانه بین افراد توزیع گردد و هیچ فرد یا گروهی نباید سهم غیرعادلانه‌ای از منابع محدود را دریافت کند.
- حقیقت گویی

هرکس باید اطلاعات مربوط به شخص دیگر را به صورت صحیح و کامل به وی انتقال دهد.
- مسئولیت حرفه‌ای

پزشکان به عنوان صاحب حرفه وظیفه دارند که قواعد، اصول و مفاهیم اخلاقی را که ارتباط بین بیمار با پزشکان و همکاران و جامعه به‌طور کلی را تمشیت می‌کند رعایت کنند.

## اخلاق زیستی درایران
از آنجا که زیست فناوری در ایران علمی نوپاست و برنامه‌های آن به چند مرکز تحقیقاتی و پروژه‌های خاص تحقیقاتی محدود بوده، اخلاق زیستی و بایدها و نبایدهای آن جایگاهی نداشته‌است. موضوع اخلاق علوم زیستی بسیار پیچیده‌است و به گفته کارشناسان کمتر کسی در ایران بر تمامی جوانب آن از مسائل مذهبی و اجتماعی گرفته تا حقوقی و علمی احاطه دارد. در حال حاضر، قوانین ایران در زمینه تولید و مصرف محصولات حاصل از دستکاری ژنتیکی ساکت است به همین جهت در برنامه ملی زیست فناوری بر تدوین استانداردهای ملی محصولات و تجهیزات تأکید شده‌است.

## تحصیلات دانشگاهی
امروز این رشته در بسیاری از دانشگاه‌های معتبر جهان در دانشکده‌های حقوق، پزشکی، فلسفه و… تدریس می‌گردد.